# دراغومير توشيتش
دراغومير توشيتش (8 نوفمبر 1911 – 20 يونيو 1985) لاعب كرة قدم صربي راحل كان يجيد اللعب في خط الدفاع .
شارك مع منتخب يوغوسلافيا في بطولة كأس العالم 1930 في الأوروغواي ولم يلعب أي مباراة . آخر مباراة دولية لعبها كانت أمام سويسرا في 24 سبتمبر 1933 والتي انتهت بالتعادل 2-2 .

## روابط خارجية
- دراغومير توشيتش على موقع الاتحاد الدولي (مؤرشف)  (الإنجليزية)
- دراغومير توشيتش على موقع قاعدة بيانات كرة القدم.إي يو (الإنجليزية)
- دراغومير توشيتش على موقع ناشيونال فوتبول تيمز (الإنجليزية)
- دراغومير توشيتش على موقع عالم كرة القدم.نت (الإنجليزية)